# Esther Thyßen
Esther Thyßen (* 31. Juli 1979 in Krefeld) ist eine deutsche Eishockeytorhüterin, die seit 2001 für die Grefrath Lady Panthers spielt und zuvor zwischen 2010 und 2013 beim GSC Moers in der NRW-Liga aktiv war.

## Karriere
Mit acht Jahren begann Esther Thyßen ihre Eishockeykarriere. Da es damals in Grefrath keine Mädchenmannschaften gab, nahm sie am Training der Jungen teil. Nachdem sie im ersten Jahr noch als Feldspieler aufgelaufen war, wechselte sie anschließend auf die Torhüterposition. Im Alter von 16 Jahren trainierte sie mit der Herrenmannschaft des Grefrather EV, die zu diesem Zeitpunkt in der 2. Bundesliga spielte. Zudem spielte sie für die Grefrath Lady Panthers in der Fraueneishockey-Bundesliga. In der Saison 1996/97 gewann sie mit den Lady Panthers die Bundesliga-Gruppe Nord und belegte im Finale den dritten Platz.
Als der Verein 1999 kurz vor der Insolvenz stand und viele Spieler den Verein verließen, wurde Thyßen in den Herren-Bundesliga-Kader aufgenommen und half, als Ersatztorhüterin für den Rest der Saison 1999/2000 eine spielfähige Mannschaft zu stellen. Damit mit war sie die erste Frau im deutschen Profi-Eishockeyspielbetrieb. Bei einem Auswärtsspiel erhielt sie 25 Gegentore, die sie so kommentierte: „Die Mannschaft war völlig überfordert, ich habe viele Schüsse gehalten, sonst wäre es noch deutlicher geworden.“
Mit der Insolvenz des Grefrather EV wurde der Grefrather EC 2001 gegründet, für dessen Herrenteam sie in regionalen Spielklassen Nordrhein-Westfalens auflief. Parallel spielte sie weiter für die Lady Panthers. In den folgenden Jahren war sie außerdem regelmäßig bei anderen Vereinen der Umgebung aktiv, meist als Ersatztorhüterin der Herrenteams, zum Beispiel beim EJ Dorsten, den Dinslaken Kobras 1b und beim Canadian Team Dellwig.
Seit 2010 gehört sie dem Herren-Kader des GSC Moers an, für den sie in der Eishockey-Regionalliga und NRW-Liga aktiv ist. Parallel spielt sie weiter für die Lady Panthers in der 2. Bundesliga Nord.
Esther Thyßen machte zunächst eine Ausbildung zur Orthopädiemechanikerin. Ab 2003 studierte sie Biologie und Sport auf Lehramt in Essen. Sie besitzt zudem die Trainer-B-Lizenz. Heute unterrichtet Thyßen Biologie und Sport an einem Gymnasium in Geldern und ist parallel als Trainerin bei ihrem Heimatverein aktiv.

### International
Esther Thyßen debütierte im Alter von 16 Jahren in der Frauen-Nationalmannschaft. Bei der Weltmeisterschaft 1999 war sie Ersatztorhüterin hinter Stephanie Wartosch-Kürten und wurde in zwei Spielen eingesetzt. Ein Jahr später nahm sie an den Olympischen Winterspielen in Salt Lake City teil, weil andere Torhüterinnen verletzt waren. Auch hier kam sie auf zwei Einsätze, in denen sie neun Gegentore hinnehmen musste. Bis 2005 spielte Thyßen für die Nationalmannschaft und wollte sich auch für die folgenden Olympischen Spiele empfehlen, schaffte es aber nicht in den Kader. Insgesamt absolvierte Thyßen 71 Länderspiele.

## Erfolge und Auszeichnungen
- 2002 Gewinn des DEB-Pokal der Frauen mit dem Grefrather EC
- 2004 Gewinn des DEB-Pokal der Frauen mit dem Grefrather EC

## Statistik
Quellen:  IIHF Guide & Record Book 2013, S. 581; Jan Bürk: Eishockey bei den Olympischen Spielen unter besonderer Berücksichtigung der Teilnahme Deutschlands, S. 157, ISBN 3638717801